# Sipeki Tibor
Sipeki Tibor (Kőszeg, 1947. szeptember 21. –) magyar színész.

## Életpályája
Kőszegen született, 1947. szeptember 21-én. 1966 és 1970 között a Színház- és Filmművészeti Főiskola hallgatója volt, Várkonyi Zoltán osztályában végzett. Főiskolásként gyakorlati idejét a Vígszínházban töltötte.
Pályáját a Pécsi Nemzeti Színházban kezdte. 1971-től a győri Kisfaludy Színházban játszott. 1973-tól a Bartók Színháznak, illetve jogutódjának a Budapesti Gyermekszínháznak volt tagja. 1985-től a Pécsi Nemzeti Színházban szerepelt. 1989-től a Fővárosi Operettszínház művésze volt. Magyarnóta énekesként is népszerű.

## Fontosabb színházi szerepei
- William Shakespeare: Szentivánéji álom... Demetrius
- William Shakespeare: Amit akartok... Malvolio
- Id. Alexandre Dumas: A három testőr... Richelieu bíboros, főminiszter
- Jules Verne – Csemer Géza: A tizenötéves kapitány... Mr. Benedek Smith, professzor
- Luigi Pirandello: Hat szerep keres egy szerzőt... I. színész
- Carlo Collodi – Litvai Nelli: Pinokkió... Róka
- Anton Pavlovics Csehov: Három nővér... Ferapont, öreg szolga az elöljáróságon
- Alekszandr Nyikolajevics Osztrovszkij: Jövedelmező állás... Második tisztviselő
- Jókai Mór: Az aranyember... Krisztyán Tódor
- Móricz Zsigmond: Légy jó mindhalálig... Sándor Mihály, diák
- Szép Ernő: Azra... A rabok felügyelője
- Hubay Miklós: Ők tudják mi a szerelem... Berlioz
- Hubay Miklós–Ránki György–Vas István: Egy szerelem három éjszakája (musical)... Dr. Szegilongi Lajos, bíró
- Peter Shaffer: Ki után megy a nő?... Ted
- John Whiting: Ördögök... De la Rochepozay
- Samuel Marsak: Bűvös erdő... Testőrparancsnok
- Békés József: Várj egy órát... Simakezű
- Kálmán Imre: Bajadér... Radjami herceg
- Kálmán Imre: Cirkuszhercegnő... Mister X.
- Arthur Sullivan: Házasságszédelgő... Alperes
- Wolfgang Amadeus Mozart: Gábriel és Gábriella... Gábriel
- Ifj. Johann Strauss: Cigánybáró... Barinkay Sándor
- Ifj. Johann Strauss: A denevér... Alfréd
- Lehár Ferenc: A mosoly országa... Szu Csong herceg
- Lehár Ferenc: A víg özvegy... Camille de Rosillon
- Lehár Ferenc: Cigányszerelem... Bolányi Gergely
- Jacobi Viktor: Leányvásár... Kapitány; Jefferson, Harrison titkára
- Richard Rodgers–Oscar Hammerstein: A muzsika hangja... Franz, az inas
- David Thompson–Norman L. Martin–John Kander – Fred Ebb: Nercbanda... Marvin Whittaker
- Jacques Offenbach: Szép Heléna... Agamemnon
- John Whiting: Ördögök... De la Rocherpozay, Poitiers püspöke
- Szentmihályi Szabó Péter: Látogató a végtelenből... Drom, idegen lény
- Békés József – Heilig Gábor – Horváth Attila: Császárok... Tamás
- Kovalik Márta – Hegyi Imre: Profán ballada... Riporter
- Horgas Béla: Ciki, te boszorkány... Nyakigláb, maskara
- Csukás István: Pintyőke cirkusz, világszám!... Füttyember és zenebohóc
- L. Frank Baum – Schwajda György: Óz, a nagy varázsló... Köszörűs; Óz, a nagy varázsló
- Dimitar Dimitrov: A farkas és a hét kisgida... Fül Emil, erdei énektanár
- Samuel Marsak: Bűvös erdő... Testőrparancsnok
- Barnassin Anna–Madarász Iván: Messze még a holnap... Ebecky Norbert, Ligethy Edda férje, vasútépítő mérnök
- Barnassin Anna–Gonda János: Pro Urbe (A városért tették)... Pataki
- Heltai Jenő: A néma levente... Tiribi, a király udvari bolondja
- Gárdonyi Géza–Schwajda György: A láthatatlan ember... Eszlász, kapitány
- Örkény István: Macskajáték... Pincér
- Békés József: Várj egy órát... Simakezű
- Babay József: Három szegény szabólegény... Posztó Barnabás, szabómester, Márton diák bátyja
- Fehér Klára: Mi, szemüvegesek... Világoskék bohóc
- Száraz György: II. Rákóczi Ferenc... A bíboros

## Filmek, tv
- Fényes szelek (1969)
- A tanú (1969)
- A nagylegény (1971)
- Holnap lesz fácán (1974)
- Ebéd (1978)
- Pintyőke cirkusz, világszám! (1980)
- Mese az ágrólszakadt igricről (1981)
- Rest Miska (1982)
- Három szabólegények (1982)
- Hetedik év (1983)
- Császárok (1983)